# Ancylotrypa zeltneri
Ancylotrypa zeltneri là một loài nhện trong họ Cyrtaucheniidae. Loài này phân bố ờ Ethiopia.